# Jan Erasmus Quellinus
Jan Erasmus Quellinus (Anvers, 1634- Malines, 1715), fou un pintor barroc neerlandès, membre d'una família d'artistes i fill d'Erasmus Quellinus II.

## Biografia i obra
Batejat l'1 de desembre de 1634 en la Catedral d'Anvers, va començar la seva formació cap a 1649 com a aprenent del seu pare. De 1657 a 1659 va residir a Itàlia on va tenir l'oportunitat de completar la seva formació en el classicisme après en el taller patern. De retorn a Anvers, en el curs 1660-1661, va passar algun temps a Venècia copiant les obres del Veronese, en qui s'inspirarà en algunes de les seves composicions posteriors. A Anvers va contreure matrimoni el 17 d'octubre de 1662 amb Cornelia Teniers, filla de David Teniers el Jove i d'Anna Brueghel.
Artista fecund, va treballar per a les esglésies d'Anvers i els seus voltants en la pintura de grans retaules, sèries d'assumptes bíblics i vides de sants, com la pintada per a l'abadia de Sant Miquel d'Anvers cap a 1670. Al servei dels Habsburg es va traslladar a Viena entorn de 1680. Allí va pintar per a la decoració del Palau Imperial de Hofburg una sèrie de quinze olis parcialment conservats en el Museu d'Història de l'Art de Viena, a la qual pertanyen els sostres que representen la Coronació de l'emperador Carles V a Bolonya i la de Felip II coronat per Carles V (1681), en la qual es conserven restes de la signatura de Jan Erasmus Quellinus com a pintor de l'emperador. Els motius palladians dels fons arquitectònics, el gust pels detalls anecdòtics i la varietat i riquesa de color, manifesten la profunda petjada del Veronés en la seva pintura en dates avançades.

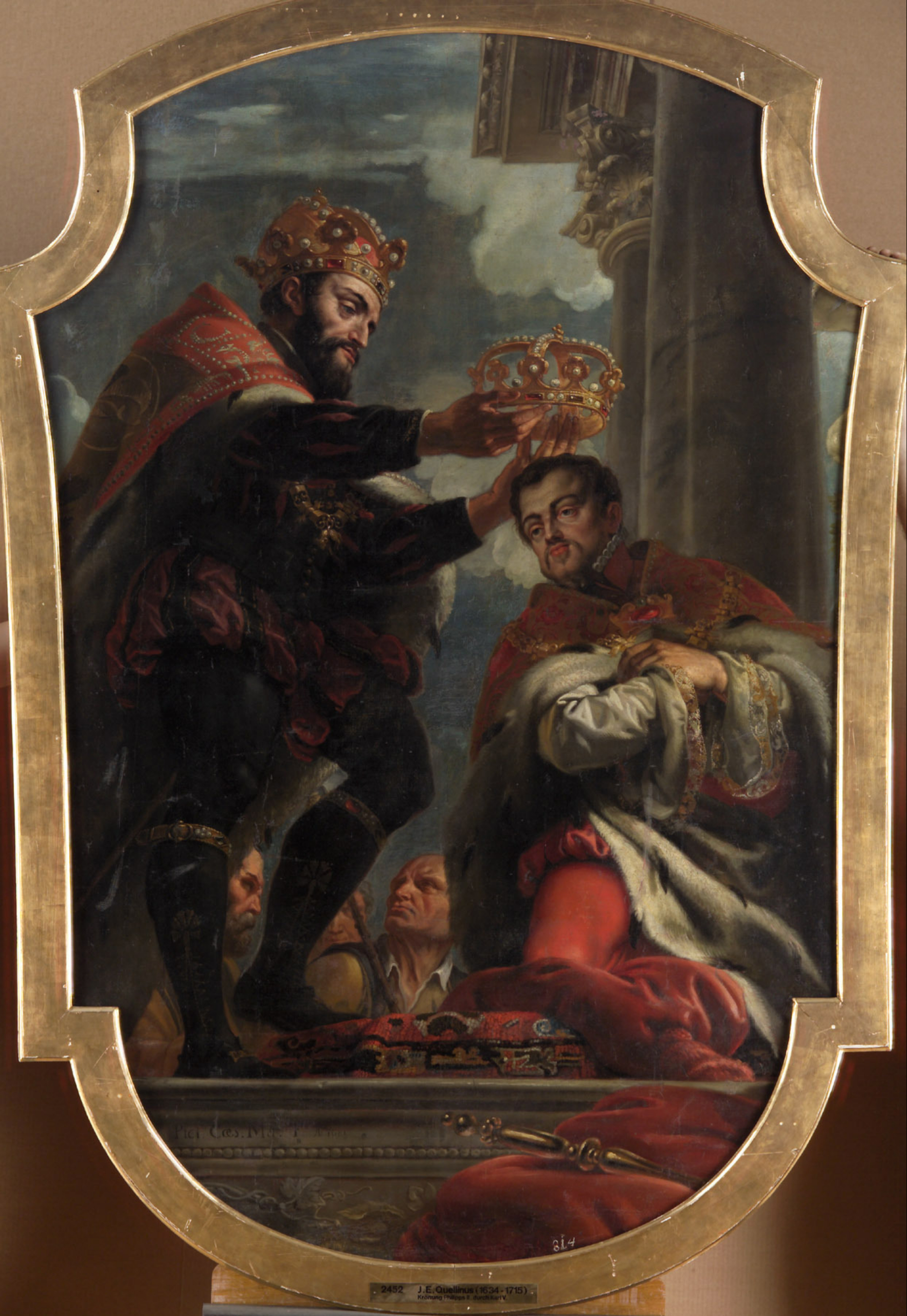
Carles V coronant a Felip II, 1681, oli sobre llenç, 193 x 124 cm, Viena, Kunsthistorisches Museum.

Des de 1712 i fins a la seva mort l'11 de març de 1715 va residir en Malines, on va pintar l'Últim Sopar de l'altar major de la Onze-Lieve-Vrouw-over-de-Dijlekerk o església de La Nostra Senyora sobre el riu Dyle, inspirada encara en la composició del Veronese.